# South Keeling Islands
Die South Keeling Islands (deutsch Südkeelinginseln) sind eines der beiden Atolle der Kokosinseln, neben der etwa 27 km nördlich liegenden North Keeling Island. Das australische Atoll liegt im Indischen Ozean etwa 2.930 km nordwestlich von Perth, 3.685 km westlich von Darwin, 960 km südwestlich der Weihnachtsinsel und mehr als 1.000 km südwestlich von Java und Sumatra.
Auf den South Keeling Islands gibt es zwei bewohnte Inseln mit zusammen 550 Einwohnern, West Island und Home Island. Die weiteren Inseln werden nicht dauerhaft bewohnt. Auf den Inseln lebt eine etwas über 400 Menschen umfassende malaiische Ethnie, die Cocos Malays, die vor allem in Bantam auf Home Island wohnen. Des Weiteren gibt es ungefähr 150 Australier, die im Wesentlichen auf West Island leben.

## Geschichte

### Erste Besiedlung
Captain William Keeling 1609 erreichte als erster die unbewohnten Kokosinseln. Die South Keeling Islands wurden 1826 von dem Sklavenhändler und Geschäftsmann Alexander Hare und 1827 von John Clunies-Ross mit Malaien besiedelt, die von ihnen wie Leibeigene gehalten wurden. Dagegen gab es am 22. Dezember 1837 eine erfolglose Revolte. Daraufhin setzte John Clunies-Ross, der sich König Ross I. nannte, eine Vereinbarung durch, die die auf den Kokosinseln lebenden malaiischen und bantamesischen sowie europäischen Familien zwang, in seinen Häusern zu leben und für ihn zu arbeiten oder die Insel zu verlassen. Auf den Inseln wurden Kokospalmen gepflanzt und daraus Kopra und Kokosöl hergestellt. Dieses wurde exportiert, während andere Produkte importiert werden mussten.

### Erster und Zweiter Weltkrieg
Im Ersten Weltkrieg kam es nahe Horsburgh Island und Direction Island zu einem Seekampf zwischen dem Kleinen Kreuzer Emden und dem Leichten Kreuzer Sydney, der die Emden zur Aufgabe zwang.
Die Alliierten Militärs besetzten im Zweiten Weltkrieg ab 1941 die Inseln. Im März 1941 griff ein japanischer Zerstörer die auf Direction Island befindliche Fernmelde-Kabelstation an; weitere Bombardements auf die Inseln folgten. 3000 Soldaten waren hier stationiert; außerdem hielten sich auf den Inseln 1800 Zivilisten auf, von denen 900 nach Kriegsende in ihre Heimat zurückgebracht werden mussten.
1944 kam erstmals ein Verwalter der australischen Regierung nach Home Island.

### Nach 1945

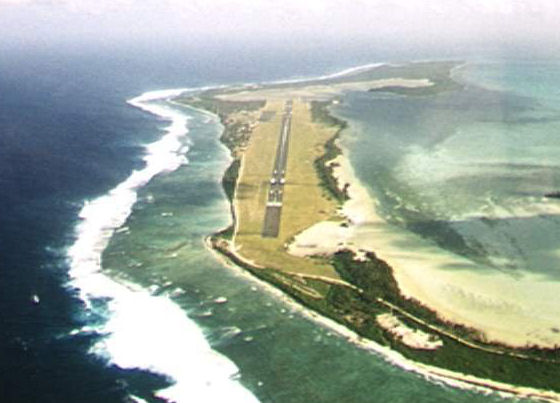
Flughafen auf West Island

Die Alliierten bauten im März 1945 eine Landebahn auf West Island, die 1946 wieder stillgelegt wurde. 1951 übernahm die australische Regierung die Kontrolle über die Inseln, befestigte die Landebahn, die Qantas zum Betanken auf ihren Flügen nach Europa über Südafrika nutzte.
1953 wurden erste Regierungsgebäude auf West Island gebaut und in der Folge kam australisches Regierungs- und Verwaltungs- und Krankenhauspersonal. Gegen Ende der 1960er Jahre kam eine Delegation der United Nations zur Überprüfung von Menschenrechtsverletzungen auf die South Keeling Islands.
1978 rief Australien die Kokosinseln zu einem ihrer Außengebiete aus, als es die Inseln für AUD 6,250 Millionen von der Dynastie Clunies-Ross aufkaufte. 1979 wurde das Cocos (Keeling) Islands Shire auf Home Island gegründet, das allerdings erst 1984 die Regierung über alle Kokosinseln ausdehnen konnte.
1987 wurde die Kopragewinnung wegen Unwirtschaftlichkeit eingestellt. Die Arbeitslosigkeit unter den Inselbewohnern ist seither hoch.

## Liste der Inseln
Die folgende Tabelle enthält von Norden ausgehend die Inseln der South Keeling Islands im Uhrzeigersinn. Eine Flächenangabe von 0,00 km² bedeutet dabei, dass die jeweilige Insel inzwischen regelmäßig überflutet ist.
| Malaiischer Name    | Englischer Name        | Fläche (km²) |
| ------------------- | ---------------------- | ------------ |
| Pulau Luar          | Horsburgh Island       | 1,04         |
| Pulau Tikus         | Direction Island       | 0,34         |
| Pulau Pasir         | Workhouse Island       | 0,00         |
| Pulau Beras         | Prison Island          | 0,02         |
| Pulau Gangsa        | Woeplace Islets        | <0,01        |
| Pulau Selma         | Home Island            | 0,95         |
| Pulau Ampang Kechil | Scaevola Islet         | <0,01        |
| Pulau Ampang        | Canui Island           | 0,06         |
| Pulau Wa-idas       | Ampang Minor           | 0,02         |
| Pulau Blekok        | Goldwater Island       | 0,03         |
| Pulau Kembang       | Thorn Island           | 0,04         |
| Pulau Cheplok       | Gooseberry Island      | <0,01        |
| Pulau Pandan        | Misery Island          | 0,24         |
| Pulau Siput         | Goat Island            | 0,10         |
| Pulau Jambatan      | Middle Mission Isle    | <0,01        |
| Pulau Labu          | South Goat Island      | 0,04         |
| Pulau Atas          | South Island           | 3,63         |
| Pulau Kelapa Satu   | North Goat Island      | 0,02         |
| Pulau Blan          | East Cay               | 0,03         |
| Pulau Blan Madar    | Burial Island          | 0,03         |
| Pulau Maria         | West Cay               | 0,01         |
| Pulau Kambling      | Keelingham Horn Island | <0,01        |
| Pulau Panjang       | West Island            | 6,23         |
| Pulau Wak Bangka    | Turtle Island          | 0,22         |